# Essbare Stadt
Essbare Stadt nennen sich eine Reihe von Projekten für die Nutzung urbanen Raums zum Anbau von Lebensmitteln. Die Lebensmittel können dabei sowohl pflanzlichen als auch tierischen Ursprungs sein. Da die Anbauflächen anders als auf dem Land meist sehr begrenzt sind, umfassen die Aktivitäten im Rahmen der Essbaren Stadt vielfach auch vertikale Elemente wie die Nutzung von Balkonen, Wänden oder Dachflächen. Der Platzmangel macht es notwendig, die Flächen mehrfach genutzt zu bewirtschaften. So sind mit dem Nahrungsmittelanbau oft auch Aktivitäten der Freizeitgestaltung und der Landschaftsgestaltung verbunden. So werden Teile von Freizeitflächen wie Fußgängerzonen, Parks und Spielplätze mit essbaren Pflanzen bepflanzt. Die Trennung von Produktion und Distribution der Lebensmittel wird dabei aufgehoben, wenn diese öffentlich zugänglich sind und von allen Nutzern dieser Flächen beerntet werden dürfen. Bei einem Anbau durch die Stadtbewohner selbst entfällt die Trennung von Produzent und Konsument. Mit dem Anbau werden Ansätze zur Bildung und Inklusion von Bevölkerungsgruppen erhofft. Die Projekte einer Essbaren Stadt haben daher häufig gesellschaftspolitische und soziale Ziele, die mit der Lebensmittelproduktion verbunden werden.

## Geschichte
In Todmorden haben 2008 Pamela Warhurst und Mary Clear das Konzept edible City (Essbare Stadt) für incredible edible entwickelt. Von dort hat sich der Ansatz für Ernährung und mehr Miteinander in der Stadt weltweit verbreitet. 2017 waren im Incredible Edible Network UK mehr als 100 Gruppen vernetzt. Darüber hinaus gibt es weltweit weitere Initiativen, Programme und Projekte, die diesen Titel verwenden. Seit 2008 gibt es in Toronto ein von der Stadt gefördertes Programm.

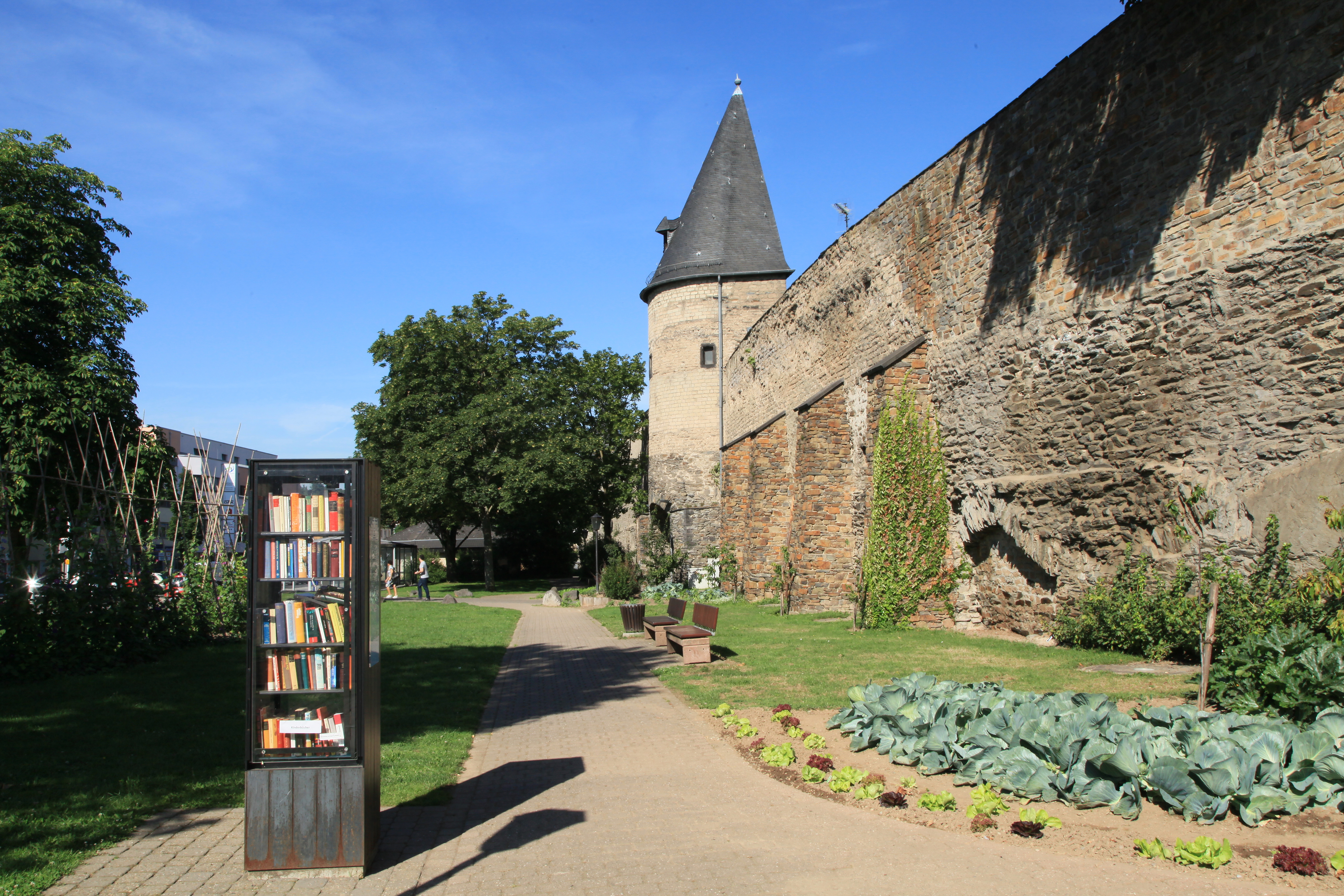
Essbare Pflanzungen am Stadtgraben in Andernach.

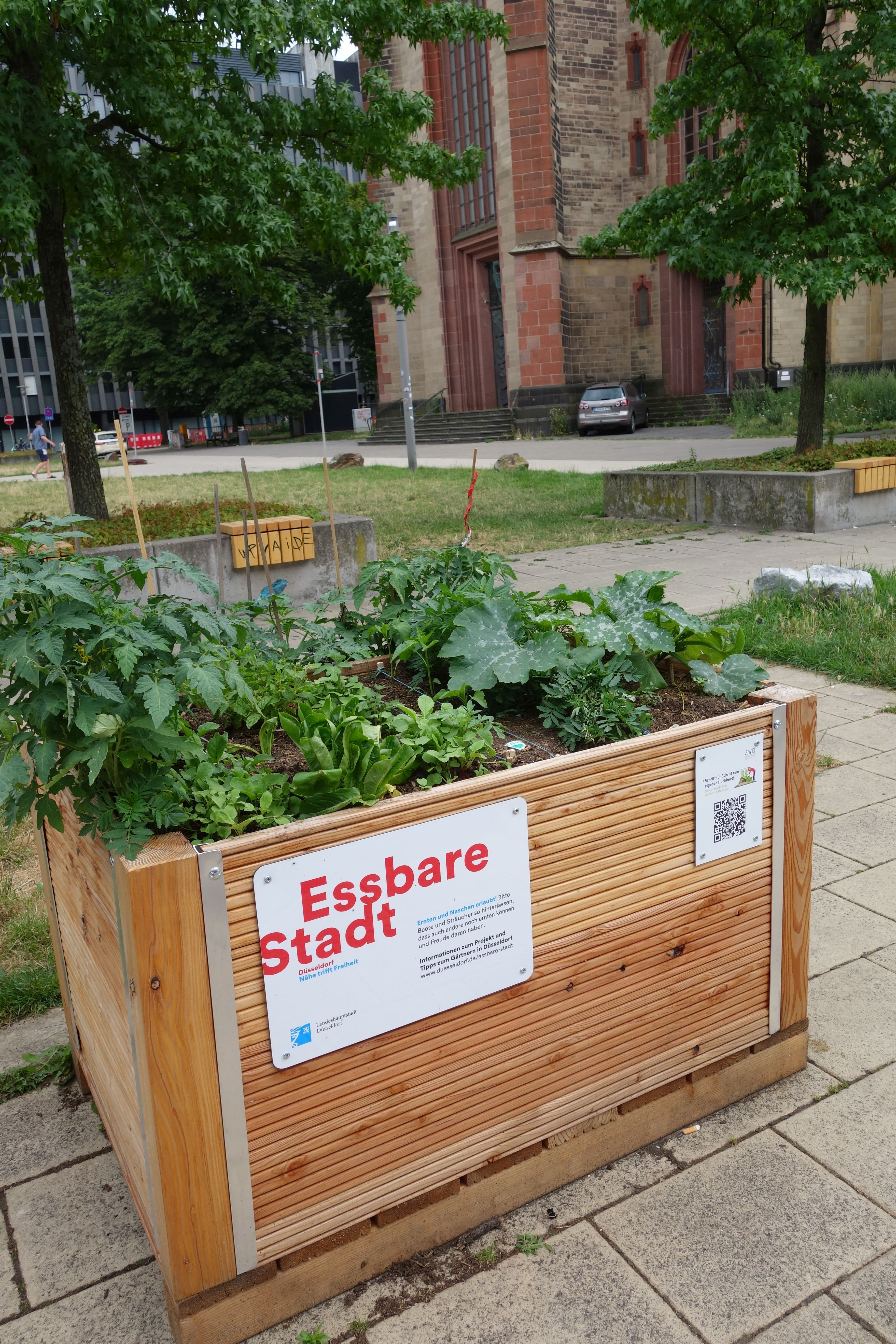
„Essbare Stadt“, Pflanzkiste in der Düsseldorfer Innenstadt (2025)

Im  Mai 2009 wurde in Deutschland, in Kassel, der gleichnamige Verein Essbare Stadt gegründet. 2009 erfolgten die Grundsteine des städtischen Projektes Essbare Stadt Andernach. Als dieses Projekt 2014 auf der Internationalen Grünen Woche Berlin vorgestellt wurde, haben Presseberichte das Beispiel bundesweit bekannt gemacht. 

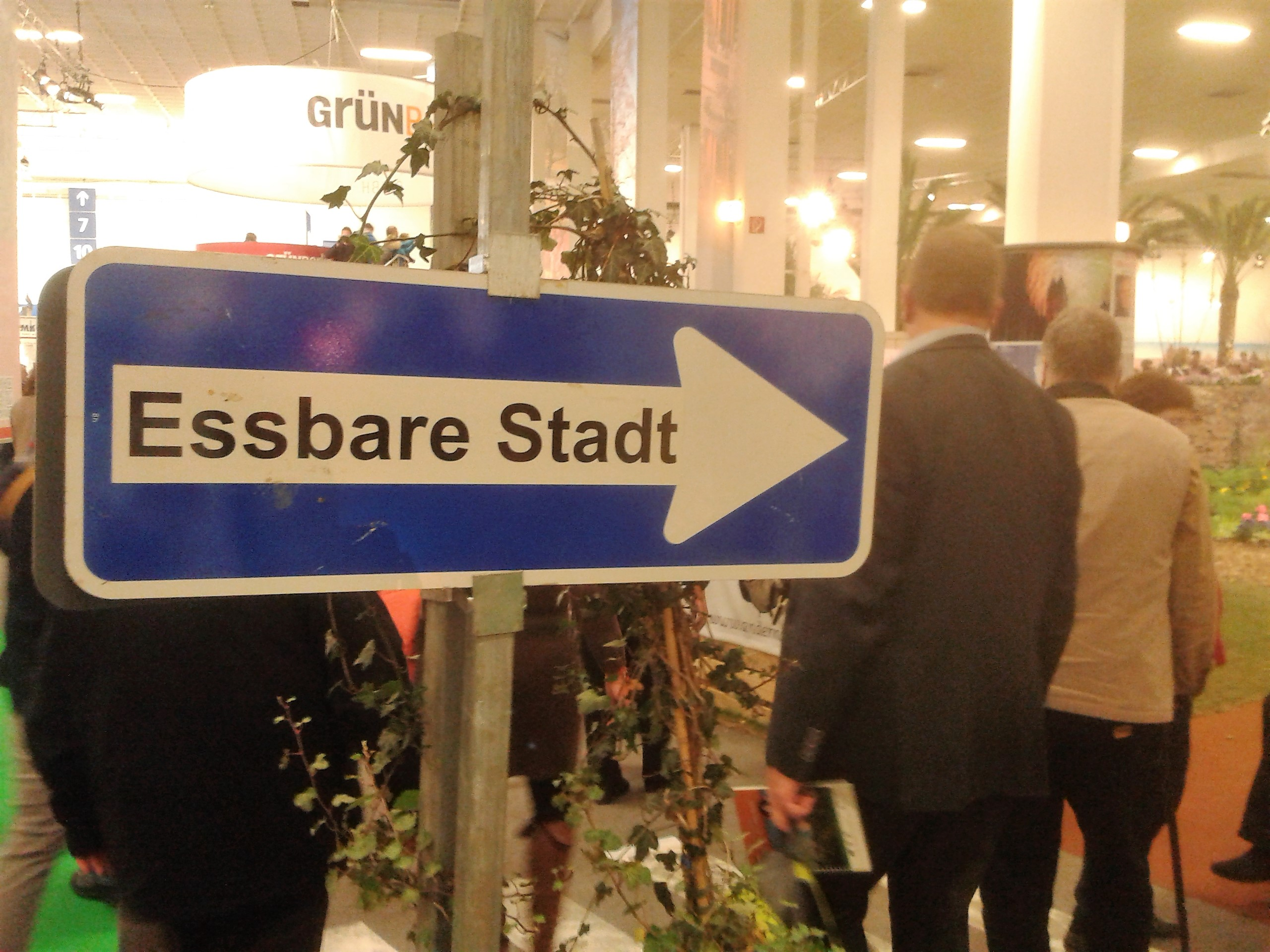
Hinweisschild zur Essbaren Stadt auf der Grünen Woche 2014

Seitdem wächst die Zahl der Städte, Gemeinden und Bezirke, die sich essbar nennen, rapide an. 2017 waren bereits über 140 solche Initiativen im Web zu finden (s. u. Essbare Städte in Deutschland).

## Konzept
Das Konzept der Essbaren Stadt in Kassel und Andernach basiert auf den Prinzipien der Permakultur. 

„Das Gesamtprojekt zielt (..) schwerpunktmäßig auf die Anreicherung der Stadt mit Fruchtgehölzen (u. a. Walnuss, Esskastanie und Obst) und die Schaffung von Gemeinschaftsgärten und somit auf eine neue, zu entwickelnde Qualität der städtischen Freiraumnutzung mit relevanter Wirkung für die Zukunftsfähigkeit unserer Stadt.“

. Die Ziele des von Einwohnern gegründeten Vereins für die Essbare Stadt in Kassel umfassen:
- die Förderung der Anpassungsfähigkeit der Stadt und ihres Umlandes an sich verändernde globale Bedingungen wie Klimawandel und Energiearmut
- die Förderung einer vielfältigen lokalen Nahrungsmittelproduktion
- die Erhöhung des lokalen und regionalen Selbstversorgungsanteils
- die Erschließung von Flächen für eine nachhaltige Nutzpflanzenproduktion in der Stadt und dem direkten Umland
- die Entwicklung von Nutzungsstrukturen für Pflege, Ernte und Verteilung abseits der üblichen marktwirtschaftlichen Verwertung
- die Vermittlung von gartenbaulichen und erzeugnisverarbeitenden Kulturtechniken
- der Austausch und die Kooperation zwischen Stadtverwaltung, Bildungsinstitutionen und Stadtbewohnern bzw. deren Gruppierungen und nicht-staatlichen Organisationen.
- die Netzwerkarbeit zur Erweiterung des Wissens- und Kompetenzpools
- öffentliche Kultur-, Bildungs- und Teilnahmeangebote wie z. B. Ausstellungen, Vorträge und Workshops, die über den direkten Bezug zur Nahrungsproduktion hinaus den sozialen Zusammenhalt und die lokale Kultur stärken.

Für Andernach wirbt das Stadtmarketing mit „Pflücken erlaubt“. Das Konzept des von der Stadt initiierten Projektes umfasst Aspekte zur städtischen Grünflächenpflege wie Vielfalt von Kulturpflanzen und Agrobiodiversität, Schaffung neuer Lebensräume, Gestaltung multifunktionaler Grünflächen, Stadtklimatische Aufwertung durch Begrünung, ökonomische Grünflächenpflege sowie Aktivierung der Bürger für die Gestaltung der eigenen Stadt.
Der Begriff essbare Stadt ist in Deutschland bisher nicht einheitlich definiert. Viele der Projekte und Initiativen dieses Namens sind noch im Aufbau. Es finden unter diesem Namen unterschiedliche Aktivitäten statt. Sie reichen von wenigen Pflanzkübeln und Beeten über Gärten bis zur Landschaftsgestaltung.
Das Beispiel Toronto zeigt, dass diese Bandbreite Teil einer größer angelegten Strategie sein kann. Neben Kleingärten, Gemeinschaftsgärten, solidarischer Landwirtschaft, Food-Coops und Bauernmärkten gehören auch Bildungsprogramme für Kinder, Rezeptsammlungen, fleischfreie Montage, Tipps für den Anbau im Privatgarten und die Vermeidung von Lebensmittelverschwendung dazu. In Toronto ist das Konzept sehr knapp formuliert und zielt eher auf die wirtschaftlichen, gesundheitlichen und sozialen Aspekte ab:
- Lebensmittelfreundliche Nachbarschaften unterstützen
- Lebensmittel zum Kernstück einer neuen grünen Wirtschaft machen
- Hunger in der Stadt beseitigen
- Stadt und Umland durch Lebensmittel verbinden
- Föderale und lokale Regierungen dazu drängen, dass sie gesundheitszentrierte Lebensmittelgesetze einführen[9][10]

Verbunden, aber nicht identisch mit dem Thema 'essbare Stadt' sind: Urban Gardening (städtisches Gärtnern), urbane Landwirtschaft, essbare Landschaft, Gemeinschaftsgärten, Bürgergärten, Stadtgärten, Kleingärten, Stadtgüter, Dachgärten, Internationale Gärten, vertikale Gärten, Hofgärten, Mietergärten, Schulgärten, Gartenarbeitsschulen, Balkongärtnern, Stadtimkern, Stadternährung, nachhaltige/enkeltaugliche Stadtplanung, regionale Ernährung und Ernährungsräte. Die Besonderheit der essbaren Stadt ist es, dass alles diese Aspekte in einem Konzept bzw. Projekt vereint sein können: kommerzielle und nicht-kommerzielle Nutzung, öffentliche und private Flächen, gemeinschaftliche und individuelle Aktivitäten, Freizeit- und Berufsgärtnerei, Stadt und Umland, Nutzpflanzen und Ästhetik, Landwirtschaft und Biodiversität.

## Belege
1. ↑  Incredible Edible Todmorden. Abgerufen am 15. Februar 2017 (englisch).
2. ↑  Background – Toronto Food Strategy – Nutrition & Food Access | City of Toronto. Archiviert vom Original (nicht mehr online verfügbar) am 16. Februar 2017; abgerufen am 15. Februar 2017 (kanadisches Englisch).  Info: Der Archivlink wurde automatisch eingesetzt und noch nicht geprüft. Bitte prüfe Original- und Archivlink gemäß Anleitung und entferne dann diesen Hinweis.
3. ↑  Andernach – die essbare Stadt | W wie Wissen. Abgerufen am 9. Februar 2017.
4. ↑  Hanno Rauterberg: Essbare Stadt: Lasst es euch schmecken! In: Die Zeit. 7. September 2013, ISSN 0044-2070 (zeit.de [abgerufen am 9. Februar 2017]).
5. ↑  Grüne Woche: Ausgefallenes zum Verstreuen. (tagesspiegel.de [abgerufen am 18. Februar 2017]).
6. ↑  Andernach – die essbare Stadt | W wie Wissen. Abgerufen am 15. Februar 2017.
7. ↑  Konzept | Essbare Stadt. Abgerufen am 10. Februar 2017.
8. ↑  M/S-VisuCom GmbH: Stadt Andernach. Archiviert vom Original (nicht mehr online verfügbar) am 18. Februar 2017; abgerufen am 17. Februar 2017.  Info: Der Archivlink wurde automatisch eingesetzt und noch nicht geprüft. Bitte prüfe Original- und Archivlink gemäß Anleitung und entferne dann diesen Hinweis.
9. 1 2  Local Food – Programs for Residents – Environment & Energy | City of Toronto. Archiviert vom Original (nicht mehr online verfügbar) am 16. Februar 2017; abgerufen am 15. Februar 2017 (kanadisches Englisch).  Info: Der Archivlink wurde automatisch eingesetzt und noch nicht geprüft. Bitte prüfe Original- und Archivlink gemäß Anleitung und entferne dann diesen Hinweis.
10. ↑  Alana Wilcox, Christina Palassio (Hrsg.): The Edible City: Toronto's Food from Farm to Fork. 1st Edition edition Auflage. Coach House, 2009, ISBN 978-1-55245-219-6, S. 360.